# Kanton La Roche-sur-Yon-1
 La Roche-sur-Yon-1  is een kanton van het Franse departement Vendée. Het kanton maakt deel uit van het arrondissement La Roche-sur-Yon.   
In 2020 telde het 42.369 inwoners.
Het kanton werd gevormd ingevolge het decreet van 17 februari 2014 met uitwerking op 22 maart 2015, met La Roche-sur-Yon als hoofdplaats.

## Gemeenten
Het kanton omvat volgende gemeenten:
- La Roche-sur-Yon (noordelijk deel)
- Dompierre-sur-Yon
- Landeronde
- Mouilleron-le-Captif
- Venansault